# Grant Cashmore
Grant Michael Cashmore (* 12. September 1968 in Hamilton, Waikato) ist ein neuseeländischer Springreiter.
2004 startete er mit Franklins Flyte bei den Olympischen Spielen in Athen. Er trainierte mit Mark Todd, George H. Morris und Ian Millar.
Cashmore ist verheiratet. Er ist 1,85 Meter groß und wiegt 76 Kilogramm.

## Pferde (Auszug)
ehemalige Turnierpferde:
- Franklins Flyte (* 1994), KWPN, Fuchswallach, Vater: Concorde, Muttervater: Libero H, Besitzer: Grant Cashmore

## Erfolge

### Championate und Weltcup
- Olympische Spiele
  - 2004, Peking: mit Franklins Flyte, 10. Platz mit der Mannschaft

| Personendaten    | Personendaten                                |
| ---------------- | -------------------------------------------- |
| NAME             | Cashmore, Grant                              |
| ALTERNATIVNAMEN  | Cashmore, Grant Michael (vollständiger Name) |
| KURZBESCHREIBUNG | neuseeländischer Springreiter                |
| GEBURTSDATUM     | 12. September 1968                           |
| GEBURTSORT       | Hamilton                                     |